# Friedrich Johann von Drieberg

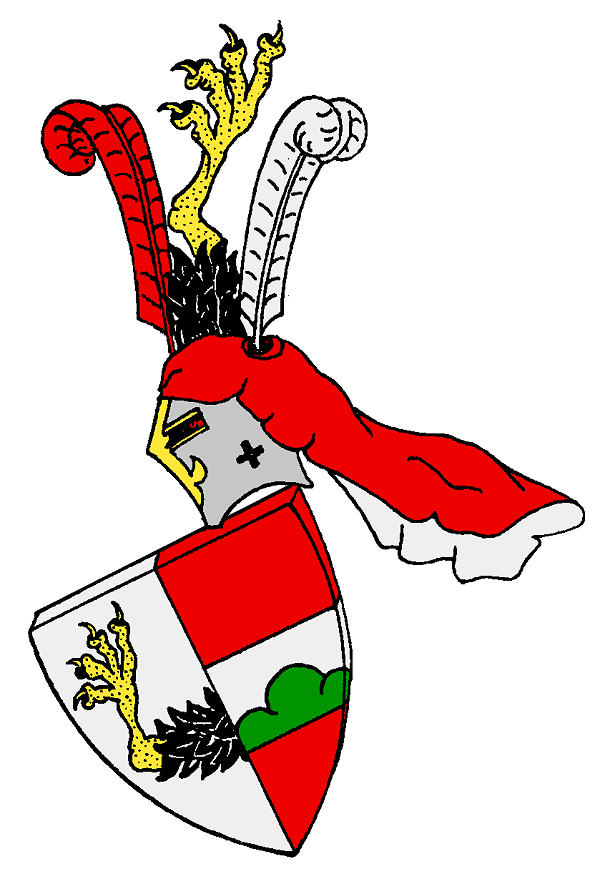
Wappen derer von Drieberg(Adelsgeschlecht)

Friedrich Johann von Drieberg (* 10. Dezember 1780 in Charlottenburg; † 21. Mai 1856 ebenda) war ein Komponist und Schriftsteller. Er war das uneheliche Kind von Carl Friedrich von Drieberg, Rittmeister im Regiment der Gardes du Corps und Maria Charlotta Grunow. 1791 wurde er von König Friedrich Wilhelm II. legitimiert.

## Leben und Werk
1794 begann Drieberg auf Drängen seines Vaters als Junker die preußische Offizierslaufbahn im Leib-Carabinier-Regiment in Rathenow, nahm aber schon 1804 kurz nach des Vaters Tod seinen Abschied, da er sich ganz zur Musik und der Komposition hingezogen fühlte. Er reiste nach Paris, wo er fünf Jahre unter den italienischen Komponisten Gaspare Spontini und Luigi Cherubini studierte.
1809 zog Drieberg für zwei Jahre nach Wien, wo er im Sommer 1811 unter anderem Ludwig van Beethoven traf, der ihm die Prüfung seines Melodramas Les ruines de Babylon zusagte. Über das Ergebnis ist leider nichts bekannt. 1811 kehrte Drieberg in seine Heimat zurück und übernahm das väterliche Hofgut Kantow bei Wusterhausen/Dosse. 1824 heiratete er die Klavierspielerin und Komponistin Luise von Normann, mit der er insgesamt fünf Töchter hatte. 1826 kaufte er sich das Gut Protzen bei Fehrbellin, zog dorthin und begann mit dessen Bewirtschaftung.
Drieberg komponierte zeitlebens Opern und Singspiele, die auf Berliner Bühnen aufgeführt wurden. 1812 präsentierte er dort seine erste, mit großem Beifall aufgenommene Oper Don Tacagno mit Texten von David Ferdinand Koreff. Sie wurde ein solch großer Erfolg, dass Drieberg vom König Friedrich Wilhelm III. zum Königlich-Preußischen Kammerherrn ernannt wurde. Im gleichen Jahr erhielt er den preußischen Roten Adlerorden 3. Klasse ohne Schleife. Weitere erfolgreiche Opern waren Der Sänger und der Schneider und Alfons von Castilien.
Driebergs Hauptinteresse galt der Musik der griechischen Antike und den physikalischen Erkenntnissen der Griechen. Ab 1816 machte er sich als Autodidakt daran, das System und die Methodik der alt-griechischen Musik zu erforschen. Er veröffentlichte seine Erkenntnisse erstmals 1817 in der Leipziger Allgemeinen Musikalischen Zeitung.
Driebergs Schicksal war es, dass er in seinem großen Eifer übersah, dass physikalische Erkenntnisse – anders als Musik – nicht zeitlos sind, sondern im Laufe der Zeit weiterentwickelt und teilweise widerlegt werden. Ganz besonders gilt dies für die Ansicht der Griechen, dass es keinen Luft- oder Wasserdruck gibt. Drieberg ließ sich von seinem Hang zur griechischen Zeit so sehr anstecken, dass er diese falsche Ansicht übernahm. Durch seine abwegigen physikalischen Theorien über Luft- und Wasserdruck handelte er sich bald von der Fachwelt den spöttischen Beinamen „Luftdruck-Drieberg“ ein.
Der Sonderling Drieberg ließ sich aber in seinem Glauben an die Gültigkeit der griechischen Physik nicht stören und lag deshalb über Jahre hinweg im ständigen Streit mit den Fachleuten seiner Zeit. Seine Ansichten führten zu erbitterten Streitigkeiten in Zeitungen und Büchern; bekannte Gegner waren unter anderem der Physiker Ernst Florens Friedrich Chladni, Alexander von Humboldt und der Universalgelehrte Salomo Sachs. Schließlich ging der vermögende Drieberg so weit, dass er 1841 die gesamte Fachwelt zur Widerlegung seiner gewagten Thesen herausforderte und die stolze Summe von 1.000 Dukaten als Preisgeld aussetzte, was für die damalige Zeit ein ungeheuerer Betrag war. Über das Ergebnis ist nichts bekannt.
Es ist heute schwer nachzuvollziehen, woher Drieberg das Selbstvertrauen nahm, seine teilweise abstrusen Ideen zu publizieren. Es steht außer Frage, dass seine Talente eher auf dem musikalischen als auf dem technischen Sektor lagen.
Theodor Fontane hatte Drieberg bei seiner Wanderung durch die Mark Brandenburg in Protzen besucht und beschreibt in später so: „Sein Talent lag mehr auf der Seite des Ästhetischen als des Praktischen hin. Der Protzener Park war damals einer der schönsten im Kreise, dreißig Morgen groß, mit den prachtvollsten Bäumen bestanden, dazwischen Blumenbeete, Wasser- und Rasenflächen. …Von Drieberg hatte ganz den Typus des Gelehrten, des Büchermenschen. Seine Kleidung war die schlichteste von der Welt; nicht auf Stoff und Schnitt kam es ihm an, sondern lediglich auf Bequemlichkeit. Er konnte sich deshalb von alten Röcken nicht trennen. Als seine Tochter einen derselben an einen Tagelöhner verschenkt hatte, bat er ihn sich wieder aus und zahlte dafür. …Er war ein Tüftelgenie aus der Klasse der Perpetuum-Mobile-Erfinder und konstruierte sich eine Flugmaschine, mit der zu fliegen er glücklicherweise nicht in Verlegenheit kam. Er begnügte sich damit, sie ‚berechnet‘ und gezeichnet zu haben, und gab dem Bau als zu kostspielig wieder auf.“
1852 heiratete Driebergs Tochter Valeska Rosamunde von Drieberg (die vier anderen waren vorher unverheiratet gestorben) in die durch preußische Militärtraditionen stark geprägte Offiziersfamilie von Oppen ein. Ihr Ehemann war der Generalssohn Karl August Friedrich Wilhelm Ferdinand Gustav von Oppen vom Regiment der Gardes du Corps.
Aufgrund der Heirat seiner Tochter entschloss sich der bereits von Krankheit gezeichnete von Drieberg dazu, 1852 das Gut Protzen zu verkaufen und zu seiner Tochter nach Charlottenburg zu übersiedeln. Dort verstarb er 1856 und wurde auf dem Kirchhof zu Grabe getragen. Mit ihm starb der Stamm derer „von Drieberg“ aus.

## Mechanische Erfindungen

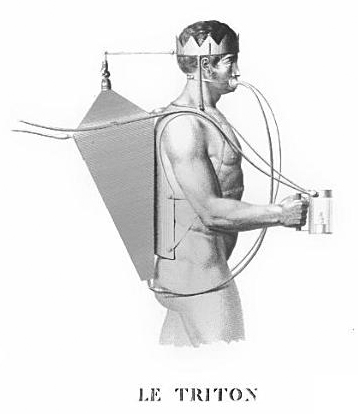
Das Tauchgerät Triton. Frontispiz aus Mémoire sur une nouvelle machine, Paris 1811

Driebergs kuriosen Erfindungen und Einsichten, die er hartnäckig in fast 20 Büchern allen Anfeindungen zum Trotz immer wieder präsentierte, reichten vom Perpetuum Mobile über eine Flugmaschine (genannt „Dädaleon“) und eine Tauchermaschine bis hin zu einer neuen Methode zur Konservierung von Mumien. Seine erste Erfindung war ein bizarres Tauchgerät namens „Triton“. Das Buch, in dem er seine Erfindung präsentierte, erschien 1811 in französischer Sprache in Paris. David Ferdinand Koreff schrieb zu Driebergs Erfindung eine schwungvolle Denkschrift in französischer und deutscher Sprache, die er unter anderem an Napoleon Bonaparte einreichte.
Das „Triton“ genannte Tauchgerät sollte nach Driebergs Beschreibung die folgenden Eigenschaften aufweisen: „Mittels dieser neuen Tauchmaschine kann der Taucher sich so tief ins Wasser lassen und so lange drin bleiben, als er will; er hat den freien Gebrauch der Hände, läuft durchaus keine Gefahr, ist in der Maschine nicht eingeschlossen, kann daher selbst in enge Öffnungen dringen, und, wenn das Moor trübe ist, sich zur Erleuchtung der Wassergrotten etc. einer Laterne bedienen. Das Wesentlichste der Erfindung besteht in den künstlichen Lungen, die einen freien und ungehinderten Atemzug gestatten.“
Das Gerät hatte eine eigenwillige Konstruktion: Es bestand aus zwei Blasebälgen, die der Taucher auf dem Rücken tragen sollte. Sie sind über ein Gestänge mit einem kronenartigen Stirnreif verbunden. Der Taucher sollte durch ständiges Kopfnicken die Blasebälge in Bewegung halten. Durch den einen Schlauch saugte der eine Blasebalg Frischluft von der Oberfläche an und gab sie an den Taucher weiter. Der zweite Blasebalg zog gleichzeitig die verbrauchte Luft von der Lunge des Tauchers hinaus und pumpte sie an die Oberfläche zurück. Nebenbei sollten die Blasebälge auch noch eine kleine Unterwasserlaterne versorgen. Aus physikalischen Gründen kann dieses Tauchgerät nicht funktioniert haben. Drieberg schrieb zwar, er habe ein funktionierendes Modell gebaut, aber sicher hat er es nicht unter Wasser eingesetzt.
Drieberg ließ sich durch die vernichtenden Kommentare von Fachleuten nicht beeinflussen und glaubte auch weiterhin an die Machbarkeit seiner Ideen. Dies ging so weit, dass er zwölf Jahre später eine Weiterentwicklung seines Tauchgerätes präsentierte. Geleitet von seinen Überlegungen zur Physik und seinen Erkenntnissen zum Luft- und Wasserdruck verzichtete er bei dieser Version nun ganz auf die Mechanik und die Blasebälge und rüstete den Taucher nur noch mit den beiden Schläuchen aus – der eine zum ein- und der andere zum ausatmen. Der Taucher konnte also auf das ermüdende Kopfnicken verzichten, stattdessen sollte er eine kleine Verschlussklappe am Schlauchende mit den Zunge hin und her bewegen. Noch weiter verbessern ließ sich laut Drieberg die Maschine dadurch, dass man auf den Schlauch für das Ausatmen ganz verzichtet und einfach in das Wasser ausatmet.

## Briefwechsel
Drieberg wird einige Male von Rahel Varnhagen von Ense in ihren Briefwechseln mit dem Dichter und Dramatiker Ludwig Robert und dem Arzt und Literaten David Ferdinand Koreff erwähnt. Am Musikwissenschaftlichen Institut der Universität Mainz befinden sich einige Briefwechsel zwischen Gaspare Spontini und Drieberg.